# Ахвенламби
Ахвенламби (карел. Ahvenlampi, Ahvenlambi) — посёлок в составе Паданского сельского поселения Медвежьегорского района Республики Карелия Российской Федерации.

## Общие сведения
Расположен на берегу озера Ахвенламби, давшего название посёлку. Название озера имеет карельское происхождение и произошло от слов окунь и озеро.

## История
В годы Советско-финской войны (1941—1944) в посёлке был расположен финский концентрационный лагерь № 72 для советских военнопленных.

## Население
| 2002 | 2009 | 2010 | 2013 |
| ---- | ---- | ---- | ---- |
| 228  | ↘188 | ↘139 | ↘129 |

Основную часть населения посёлка составляют карелы (39 %) и русские (33 %, 2002 год).

## Улицы
В посёлке 5 улиц:
- ул. Гористая
- ул. Советская
- ул. Сплавная
- ул. Центральная
- ул. Школьная

## Галерея

Ахвенламби
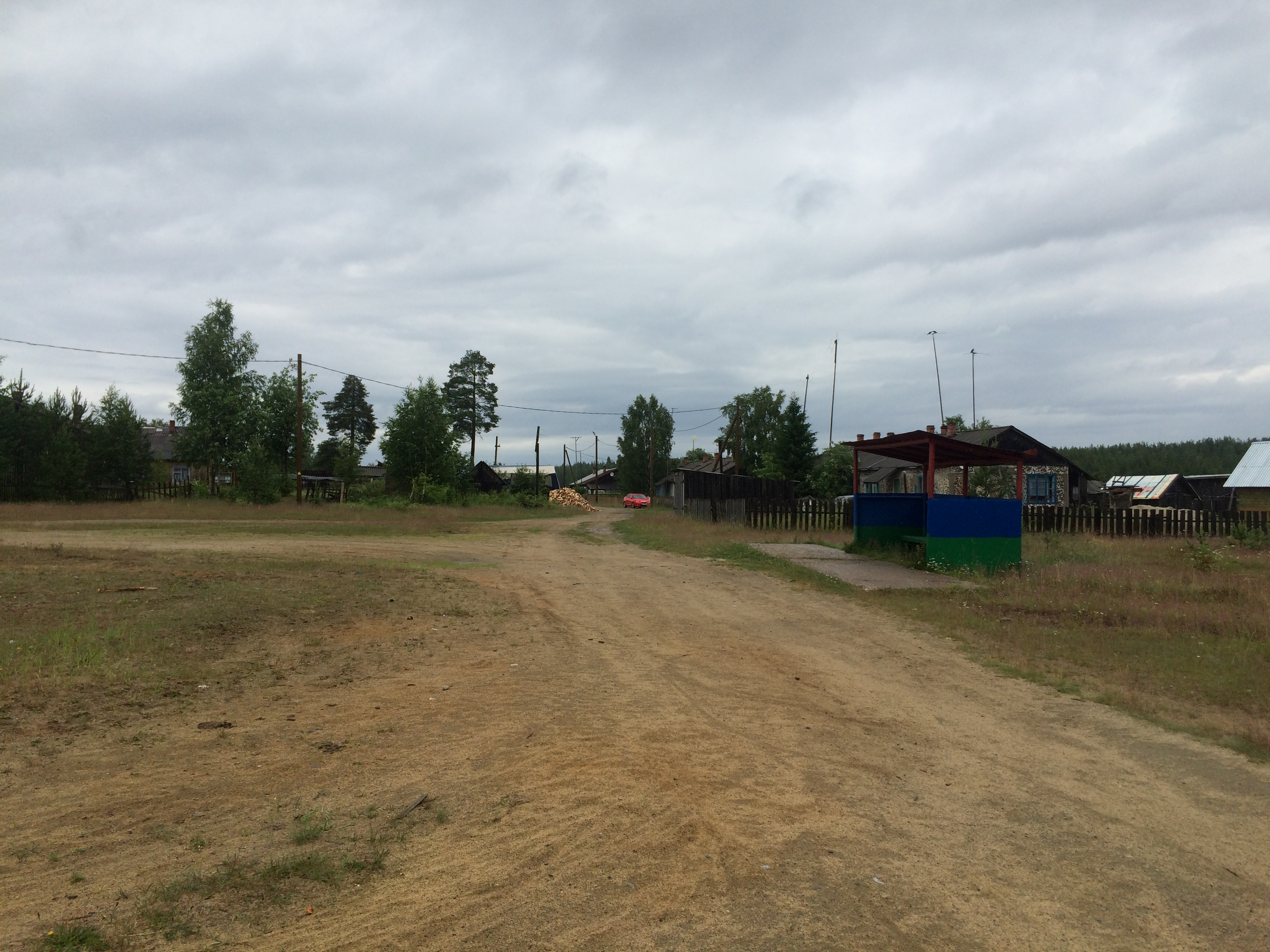
Автобусное кольцо
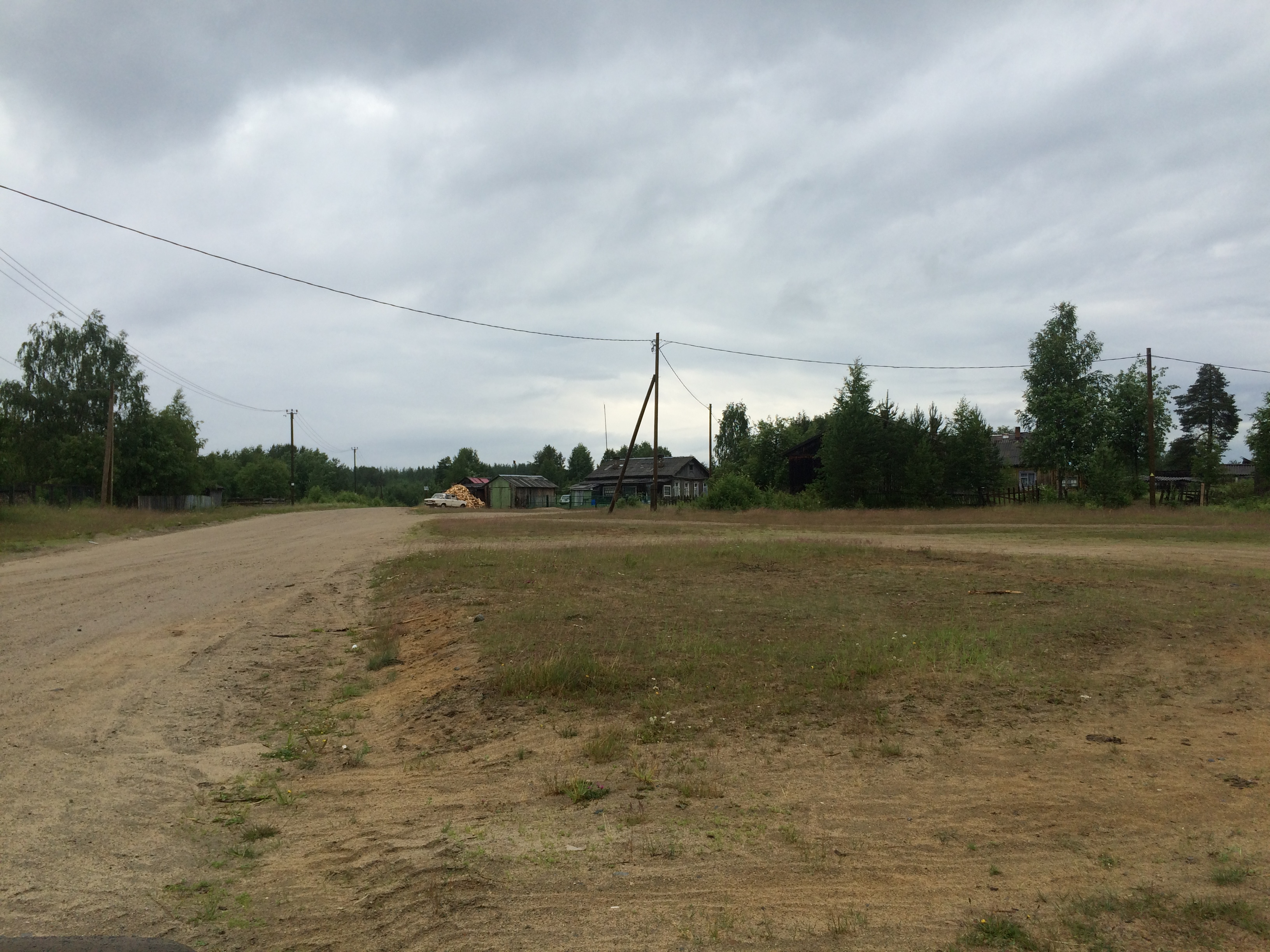
Общий вид
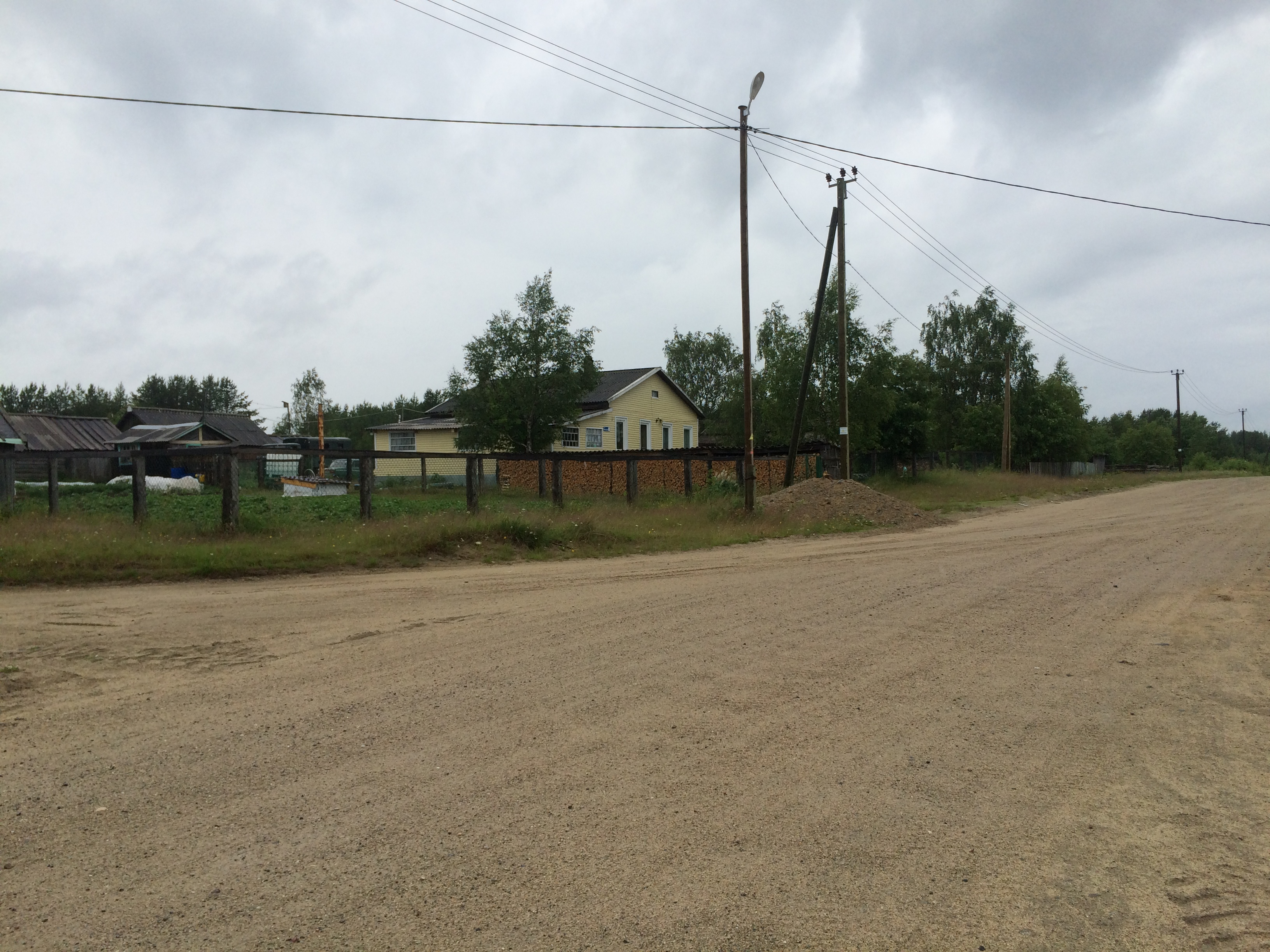
Жилые дома